# 法索瓦 (基輔州)
50°22′46″N 29°48′30″E / 50.37944°N 29.80833°E
法索瓦（烏克蘭語：Фасова）是位於烏克蘭北部的村莊，由基辅州布恰区的馬卡里夫市鎮負責管轄。該村始建於1640年，面積0.39平方公里，海拔高度176米，2001年該城鎮人口736。